# مدل اجتماعی ناتوانی
مدل اجتماعی ناتوانی یا مدل اجتماعی معلولیت، یک مدل برای مطالعه و فهم ناتوانی و معلولیت و سیاست‌گذاری و کنش‌گری در مورد آن است. این مدل تلاش دارد تا موانع ساختاری، نگرش‌های تحقیرآمیز و طرد اجتماعی (عمدی یا سهوی)، سوگیری و پیش‌داوری علیه معلولان را شناسایی کند. این موانع دستیابی به عملکردهای ارزشمند را برای افراد دارای عارضه دشوار یا غیرممکن می‌کند. مدل اجتماعی ناتوانی در برابر مدل پزشکی ناتوانی (مدل غالب) قرار دارد. مدل پزشکی ناتوانی یک تحلیل عملکردی از بدن است که در آن بدن به مشابه ماشینی است که باید اصلاح یا/درمان شود تا با ارزش‌های هنجاری تطبیق داده شود. مدل پزشکی معلولیت عارضه و معلولیت را یکی در نظر می گیرد و راه رفع موانع را در تغییر و اصلاح فرد معلول می داند. به عبارتی در مدل پزشکی بدن و ذهن فرد معلول معیوب دانسته می شود و باید اصلاح شود. در مدل اجتماعی، در حالی که پذیرفته می شود که تغییرات و تفاوتهای فیزیولوژی، حسی، فکری یا روانی ممکن است باعث محدودیت عملکردی برای فردی شود، این عارضه ها لزوماً به ناتوانی منجر نمی‌شوند مگر اینکه جامعه افراد را بدون توجه به تفاوت‌های فردی آنها در نظر نگیرد و آنها را شامل برچسب و ساخت اجتماعی «ناتوانی/معلولیت» کنند.
مدل اجتماعی معلولیت بر اساس تمایز بین اصطلاحات «impairment» و «disability» است. در این مدل، واژه «impairment» یا عارضه برای اشاره به ویژگی‌های واقعی (یا فقدان صفات) که بر شخص تأثیر می‌گذارد، مانند داشتن عارضه در راه رفتن یا تنفس، استفاده می‌شود. واژه ناتوانی/معلولیت یا «disability» اما برای اشاره به محدودیت‌های ساختاری، اجتماعی، کالبدی و محیطی جامعه به کار می‌رود که به نیازهای افراد دارای عارضه توجه ندارد و بر اساس نیازها و ویژگیهای افراد بدون عارضه ساخته شده است.
به عنوان یک مثال ساده، اگر فردی قادر به بالا رفتن از پله نباشد، مدل پزشکی بر توانایی جسمانی فرد برای بالا رفتن از پله‌ها تمرکز می‌کند. مدل اجتماعی اما سعی می‌کند استفاده از پله را برای فرد غیرضروری کند و جامعه را با نیازهای فرد سازگار کند و با جایگزین کردن پله‌ها بارمپ، بالابر یا آسانسور قابل دسترس برای ویلچر، به فرد در زندگیش کمک کند. بر اساس مدل اجتماعی، فرد در ارتباط با بالا رفتن از پله‌ها دارای عارضه باقی می‌ماند، اما در آن سناریو دیگر نباید این عارضه را ناتوان‌کننده یا معلول ساز در نظر گرفت، زیرا فرد می‌تواند بدون بالا رفتن از پله‌ها به مکان مورد نظر خود برسد.
خاستگاه و ریشه‌های این رویکرد را می‌توان در دهه ۱۹۶۰ میلادی دنبال کرد و این اصطلاح خاص از انگلستان و در دهه۱۹۸۰ میلادی ظهور کرد. به گفته مایک اولیور (به انگلیسی: Mike Oliver)، جامعه‌شناس بریتانیایی و فعال حقوق معلولان، هیچگاه هدف از ایجاد مدل اجتماعی ناتوانی هرگز توضیحی فراگیر از هر چیزی که یک فرد معلول تجربه می‌کند نبوده‌است.
مدل اجتماعی ناتوانی یا معلولیت، به صورتی زیربنایی بر فهم معلولیت در بستر سرمایه داری مبتنی است. مالِت و رانزویک-کول، از پژوهشگران مطالعات معلولیت تاکید دارند که روابط اجتماعی و ساختارهایی که باعث معلولیت می شوند، ریشه در اصل بنیادی تولید کالایی، یعنی تولید برای فروش کسب ارزش اضافه دارند، زیرا این اصل مبتنی بر رقابت، افزایش حداکثری سود و کمترین هزینه اقتصادی ممکن است.